# Eddie and the Cruisers II: Eddie lebt!
Eddie and the Cruisers II: Eddie lebt! ist die Fortsetzung des Films Eddie and the Cruisers. Der Film wurde von Jean-Claude Lord inszeniert und basiert auf literarischen Charakteren des Autors P. F. Kluge. Michael Paré und Matthew Laurance schlüpfen erneut in ihre Rollen als Eddie Wilson bzw. Sal Amato.

## Handlung
Der tot geglaubte Eddie Wilson lebt mittlerweile unter dem Namen Joe West in Montreal (Kanada) als Bauarbeiter. Bei einem Kneipenbesuch mit seinen Kollegen erfährt er aus den Medien von einem Eddie Wilson Doppelgänger Wettbewerb und macht sich auf den Weg nach New York, um sich das Ganze anzuschauen.
Bei der Veranstaltung erhält Eddies ehemaliger Bandkollege Sal Amato die Platin-Schallplatte für das erste Eddie and the Cruisers Album überreicht, das zum zweiten Mal veröffentlicht wurde.
Währenddessen plant die Plattenfirma Satin Records nach dem Erscheinen des Cruiser Albums „Season in hell“, auch die unveröffentlichten Aufnahmen, die sogenannten Mystery Tapes, die mit „Season in hell“ gefunden wurden, herauszubringen. Nachdem nicht bekannt ist, wann und von wem die Mystery Tapes aufgenommen worden sind, setzt Satin Records eine Belohnung für Informationen über die Entstehung der Tapes aus und es werden wieder Gerüchte verbreitet, dass die Bänder nach Eddies „Tod“ aufgenommen wurden und er demnach noch leben könnte.
Zurück in Montreal besucht Eddie alias Joe West seine Stammkneipe und wird bei einem Live-Auftritt auf den Saxophonspieler aufmerksam, dem er ein Getränk spendiert und anschließend mit ihm ins Gespräch kommt. Als der junge Bandleader Rick zu dem Gespräch stößt, kommt es zu einem Wortgefecht zwischen ihm und Joe, worauf der Saxophonspieler vorschlägt, Joe solle eine Runde mit der Band spielen.
Joe begeistert die Kneipenbesucher und Rick mit seinem Gitarrenspiel, bricht aber bald ab, als ihn seine Erinnerungen an den verstorbenen Bandkollegen Wendell überwältigen. Auf dem Heimweg begegnet ihm die Malerin Diane und er fährt sie nach Hause. Diane möchte Joe wegen seines markanten Gesichts malen, Joe weigert sich aber. Diane erzählt ihm, dass ihre erste Ausstellung bevorsteht.
Rick trifft Joe an seinem Arbeitsplatz und versucht ihn zu überreden, bei seiner Band mitzumachen. Joe lehnt ab, erklärt sich aber bereit einmal mit Rick zu jammen. Dabei erklärt Joe Rick wo dessen Schwächen beim Gitarrenspiel liegen und demonstriert ihm auch, was er meint. Rick ist frustriert, möchte aber Joe unbedingt weiter in seiner Band haben.
Joe besucht Dianes Ausstellung und entdeckt dort sein Bild, das Diane aus dem Kopf gemalt hat. Nach einem Streit mit dem Organisator ihrer Ausstellung verlässt Diane zusammen mit Joe und seinem Bild die Ausstellungsräume. Joe fährt mit ihr zu einer Rollschuhbahn, um sie auf andere Gedanken zu bringen, was ihm auch nach kurzer Zeit gelingt. Als auf der Bahn ein Lied aus den Mystery Tapes gespielt wird, reagiert Joe sehr aufgewühlt, drängt Diane aus der Bahn und beschimpft Rick, der ihnen gefolgt ist.
Anschließend verbringen Joe und Diane die Nacht zusammen. Am nächsten Morgen erzählt Joe Diane die Geschichte seiner ehemaligen Band und gesteht, dass er der vermisste Eddie Wilson ist.
Joe trifft sich wieder mit Rick und gemeinsam suchen sie nach drei neuen Bandmitgliedern (Schlagzeug, Bass und Keyboard). Nach mehreren Übungsstunden möchte Rick mit der neuen Band auftreten, aber Joe wendet sich dagegen. Saxophonspieler Overstreet interveniert und sie einigen sich auf eine Tour, um Erfahrungen zu sammeln. Joe nimmt Diane mit auf die Tour.
Zwischenzeitlich erhöht Satin Records die Belohnung für die Informationen über die Mystery Tapes. Es stellt sich schließlich heraus, dass die Tapes vor Eddies Verschwinden entstanden sind, als Eddie mit Wendell Newton und anderen Musikern wie Bo Diddley an einer Jam-Session teilgenommen hat.
Joes neue Band „Rock solid“ spielt der Organisatorin des Montreal Musik Festivals vor und diese engagiert sie für die Eröffnungsnummer des Festivals, obwohl sie der Meinung ist, dass die Gruppe schon zu gut sein.
Joe besucht seinen alten Bandkollegen Sal in New Jersey und versucht, ihm sein Verschwinden und das Zustandekommen der Mystery Tapes zu erklären. Er entschuldigt sich und macht Sal das Angebot, bei seiner neuen Band mitzumachen. Sal lehnt aber ab.
Bei dem Auftritt auf dem Musik Festival stellt Joe seine neuen Gruppe vor und lüftet das Geheimnis, dass er Eddie Wilson ist.

## Dreharbeiten
Der Film wurde in etwas mehr als 30 Tagen von März bis Mitte April 1989 gedreht. Die Konzertszenen für das Finale und Eddies große Rückkehr auf die Bühne wurden zwischendurch am 24. April 1989 in Las Vegas gedreht, in Sets eines Bon Jovi Konzerts auf der „New Jersey“-Tour.
Der Film wurde am Wochenende des 18. August 1989 landesweit auf nur 402 Kinos gezeigt und spielte gerade einmal 536.508 US-Dollar ein.